# 서재형 (연출가)
서재형(1971년 ~ )은 대한민국의 연극배우 겸 뮤지컬배우 출신 연극연출가이다.

## 이력
1990년 연극배우 첫 데뷔하였고 1998년 뮤지컬배우 데뷔하였으며 2004년 연극연출가 데뷔하였다.

## 출연작

### 연극
- 1990년 《햄릿》

### 뮤지컬
- 1998년 《아가씨와 건달들》

## 연출작

### 연극 연출
- 2004년 《죽도록 달린다》
- 2005년 《왕세자 실종 사건》

### 뮤지컬 연출
- 2008년 《15분 23초》

## 학력
- 서울예술전문대학 연극학과 전문학사